# Дуле
Дуле је град у Индији у држави Махараштра. Према незваничним резултатима пописа 2011. у граду је живело 376.093 становника.

## Становништво
Према незваничним резултатима пописа, у граду је 2011. живело 376.093 становника.
| 1991.   | 2001.   | 2011.   |
| ------- | ------- | ------- |
| 278.317 | 341.755 | 376.093 |